# Телевизионная служба новостей (телесериал)
«Телевизионная служба новостей» (аббрев. ТСН, англ. Electronic News Gathering) — канадский драматический телесериал о работе локальной новостной телестанции. Транслировался в частной телесети Канады CTV в виде пяти сезонов с 1988 по 1994 годы. В 1990-х годах был переведён и транслировался на российском телевидении.
Хотя сериал повествует о процессе создания новостей и внутренней работе телестудии, он поднимает такую тему как роль медиа в современной культуре. Новостные сюжеты разворачиваются в рамках личных и профессиональных взаимоотношений ньюсмэйкеров и СМИ. Требование объективного и беспристрастного подхода журналистов к освещению новостей сталкивается с субъективными чувствами конкретного репортёра, давлением со стороны бизнеса или властей.